# Второй Западный поход тайпинов
Второй Западный поход тайпинов (кит. 太平天国第二次西征) — военная операция, проводившаяся с конца сентября 1860 по июль 1861 года тайпинской армией под командованием Чэнь Юйчэна и Ли Сючэна с целью овладения Уханем.

## План похода

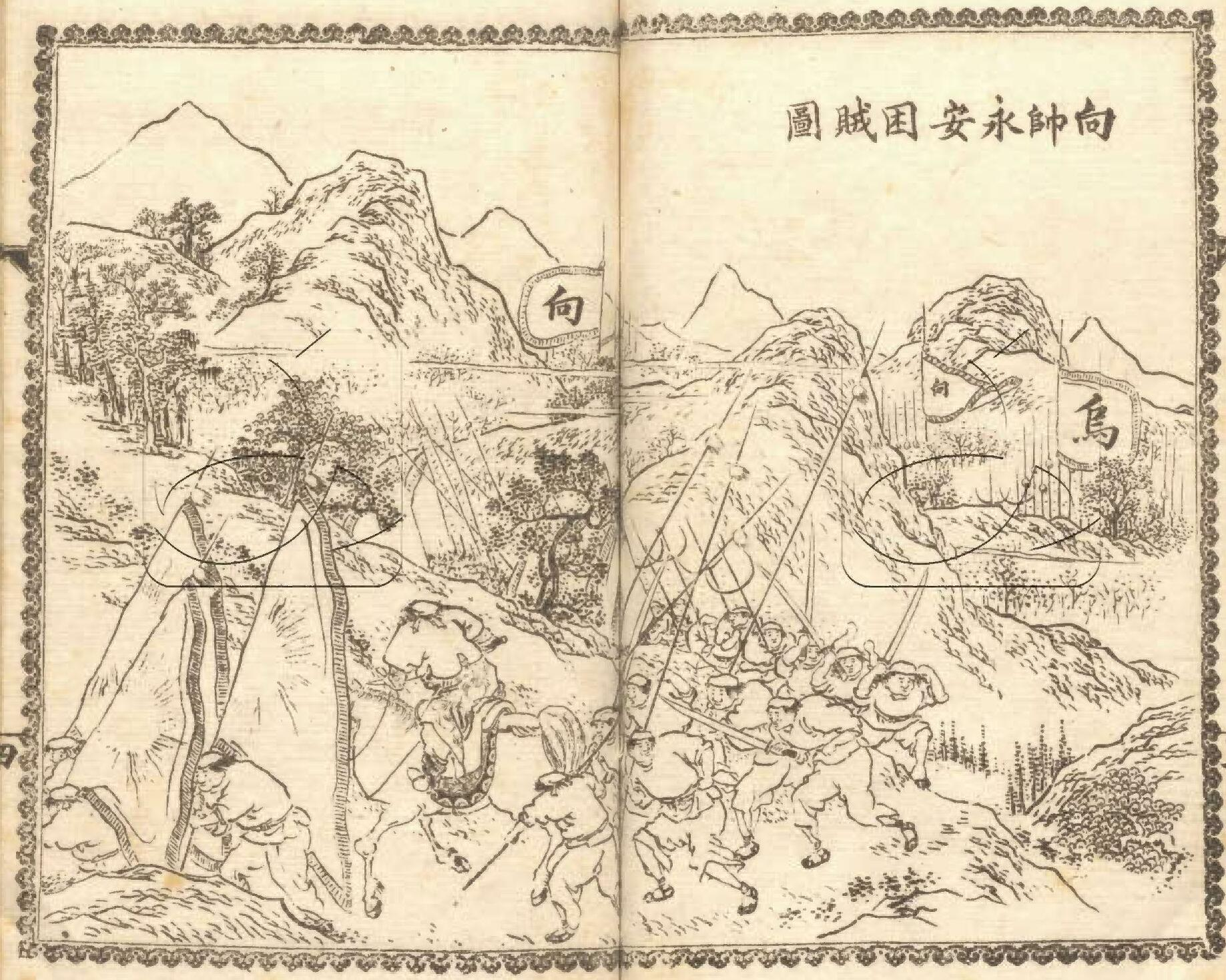
Тайпины на марше

Решение о втором Западном походе было принято на военном совещании, проведенном Хун Жэньганем, Чэнь Юйчэном и Ли Сючэном в Сучжоу. Ли Сючэн выступал за то, чтобы сначала завершить Восточный поход и полностью занять две провинциями Цзянсу и Чжэцзян, а затем «потратить один миллион на покупку двадцати пароходов и доставить их вверх по реке Янцзы, отправить еще одну армию на юг в Цзянси, еще одну в Цихуан и совместно захватить Хубэй, а затем обеими армиями наступать вдоль берегов реки Янцзы; если все они будут моими, то фундамент будет стоять вечно». Однако это предложение было отвергнуто Хун Сюцюанем, обвинившем Ли Сючэна в «страхе перед смертью». Перед тайпинами стояла более насущная задача, связанная с подходом с запада цинских войск Цзэн Гофаня и начавшейся осадой Аньцина. 
Обе тайпинские армии, Чэнь Юйчэна и Ли Сючэна, должны были наступать кружным маршрутом, одна — северным, другая — южным, на запад в направлении Уханя, чтобы действиями на коммуникации Цзэн Гофаня заставить его отвести свои войска от осаждённого Аньцина. Это был рискованный план с точки зрения реализации, так как войскам пришлось бы пройти тысячи миль вдалеке друг от друга без информационной связи, что затрудняло слаженность действий и координацию операции. 

## Ход похода

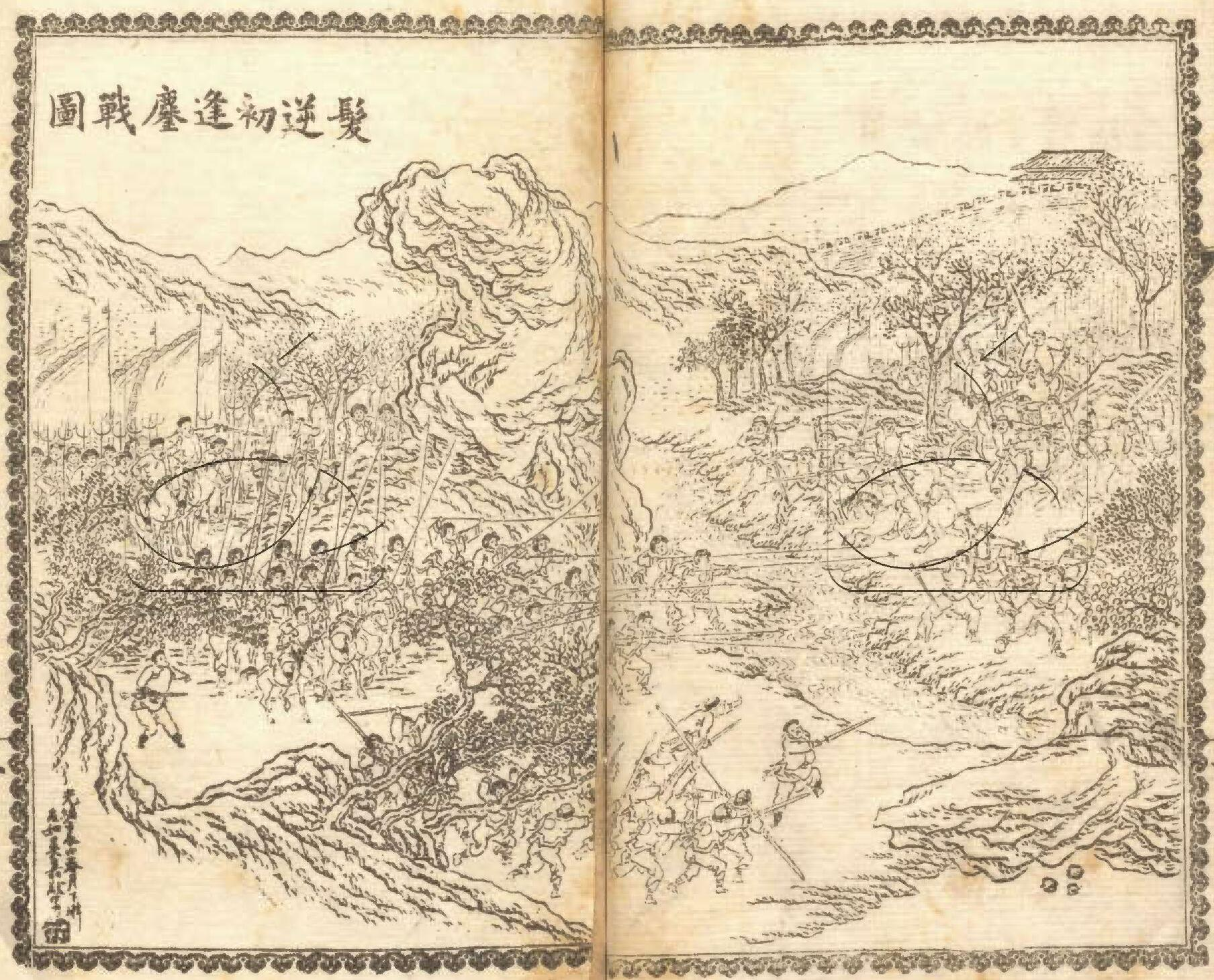
Атака тайпинов

В конце сентября 1860 года Чэнь Юйчэн повел свои войска через реку Янцзы из Тяньцзина (Нанкина) на север и двинулся на помощь няньцзюням, чтобы снять осаду с Динъюаня на севере Аньхоя. После этого Чэнь Юйчэн прекратил продвижение на запад и вместо этого направился на юг к Лучжоу (ныне город Хэфэй) и Тунчэн, пытаясь напрямую снять осаду Аньцина. Армия тайпинов в течение нескольких дней штурмовала циркумвалационные линии противника, но безуспешно. Только после этой неудачи Чэнь Юйчэн повел свои войска маршем на запад.
Ли Сючэн отправился в поход на запад по южному маршруту более чем на месяц позже, чем Чэнь Юйчэн. Он провел свою армию через Фаньчан, Наньлин, Шитай и в декабре был в Янчжанлине (сейчас Гунюцзян). Затем Ли Сючэн свернул на Хуэйчжоу и вошел в Чаншань в провинции Чжэцзян. В феврале 1861 года тайпины вошли из Чаншаня в Цзянси и осадили Цзяньчан (сейчас Наньчэн), который после 20-дневной осады так и не сумели взять. 
В это время, вторая половина марта, войска Чэнь Юйчэна прибыли в Хуанчжоу в провинции Хубэй. Цзяньчан и Хуанчжоу находятся на расстоянии в тысячу миль друг от друга, и тайпинские военачальники не имели никакой информации друг о друге и поэтому не могли координировать действия для наступления на Ухань. 
22 марта британский консул Гарри Смит Паркс отправился на военном корабле в Хуанчжоу, чтобы встретиться с Чэнь Юйчэном. Он «уговорил» тайпинскую армию не наступать дальше на Учан и заявил, что, если тайпины будут настаивать на нападении на Учан, британские военные корабли, стоящие на якоре у острова Попугай, решительно выполнят свой долг по защите интересов Великобритании. У тайпинов не было сильной флотилии на Янцзы, и если бы защитники Учана получили огневую поддержку с британских военных кораблей, захват города превратился бы в затяжную битву. Так как армия Ли Сючэна задерживалась, Чэнь Юйчэну ничего не оставалось, как отменить план наступления на Учан и выдвинуться в район Мачэна, а затем повернуть назад на помощь осаждённому Аньцину. 
В это время Ли Сючэн сражался в различных частях Цзянси, и только в июне он завоевал Эчэн в провинции Хубэй и с юга подошел к Учану. Когда Ли Сючэн увидел, что цинские войска усиливают город, то в июле отступил снова на юг, в Жуйчжоу, в Цзянси, затем переправился через реку Ганьцзян на восток и в конце сентября отступил в Чжэцзян. 
Поход по завоеванию Уханя закончился неудачей.